# Шундряші
Шундряші́ (рос. Шундряши, чув. Шĕнтреш) — присілок у складі Аліковського району Чувашії, Росія. Входить до складу Раскільдніського сільського поселення.
Населення — 121 особа (2010; 190 у 2002).
Національний склад:
- чуваші — 98 %